# Avotrichodactylus
Avotrichodactylus is een geslacht van kreeftachtigen uit de klasse van de Malacostraca (hogere kreeftachtigen).

## Soorten
- Avotrichodactylus constrictus (Pearse, 1911)
- Avotrichodactylus oaxensis Rodríguez, 1992